# Weisham (Traunreut)
Weisham (früher auch Weisheim) ist ein Weiler in der Gemarkung des Ortsteils Sankt Georgen der Stadt Traunreut in Oberbayern.

## Geographische Lage
Der Weiler gehört zum Pfarrdorf Sankt Georgen im Chiemgau und liegt nordöstlich des Chiemsees am Ostufer des Flusses Traun, einen Kilometer nördlich des Ortskerns von Sankt Georgen, etwa anderthalb Kilometer südöstlich von Stein an der Traun und drei Kilometer westlich des Ortskerns der Stadt Traunreut. Die Entfernung zum Kloster Seeon im Westen beträgt etwa acht Kilometer und nach München im Nordwesten etwa 80 Kilometer. In den Weiler führt eine Sackgasse, die von der Verbindungsstraße Sankt Georgen – Anning in westliche Richtung abbiegt.

Weisham, von der Landstraße St Georgen – Anning in östlicher Richtung abzweigende Sackgasse, die zum Ortsende des Weilers führt

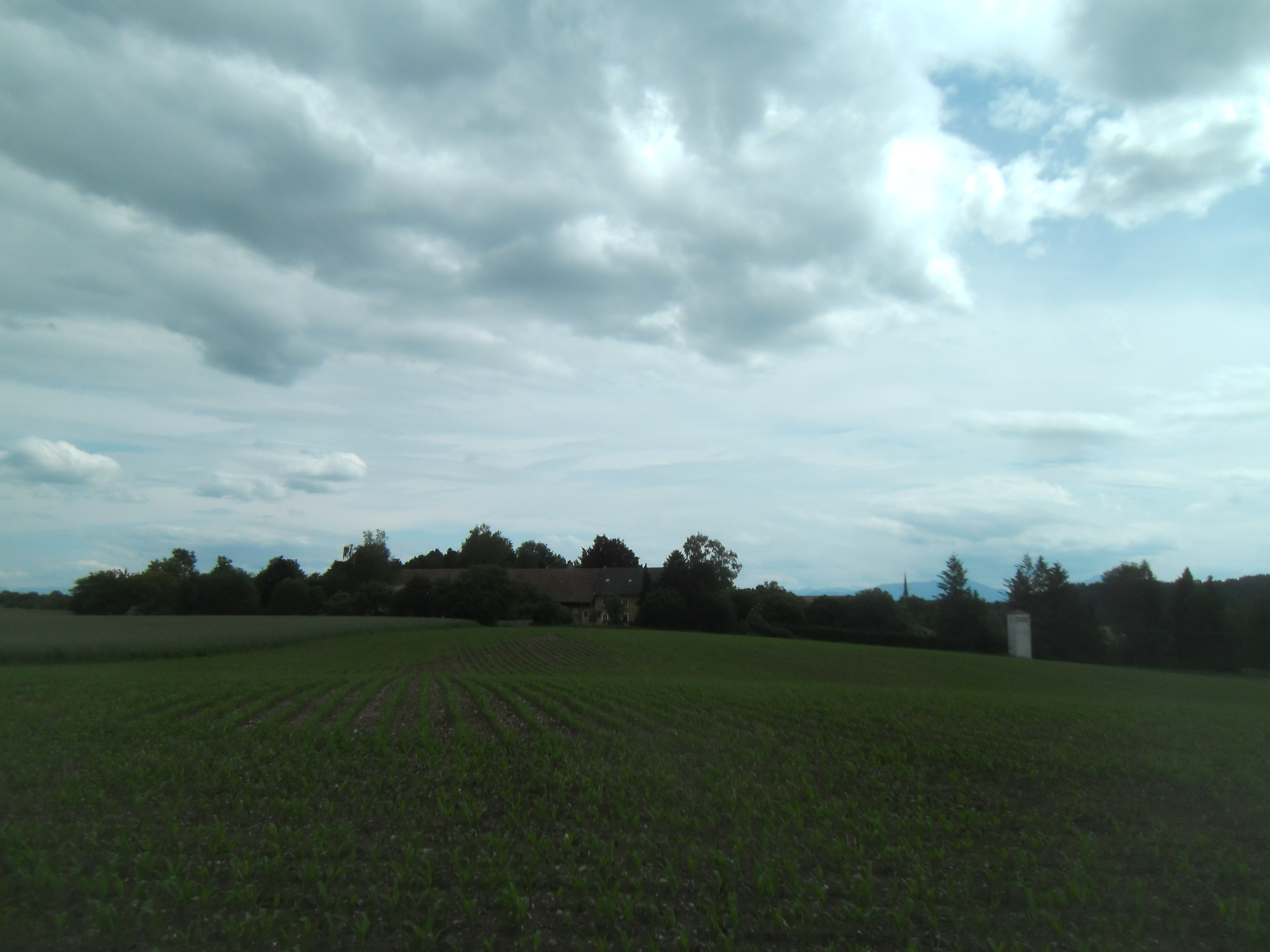
Weiler Weisham, Nordansicht aus Richtung Anning gesehen

## Geschichte

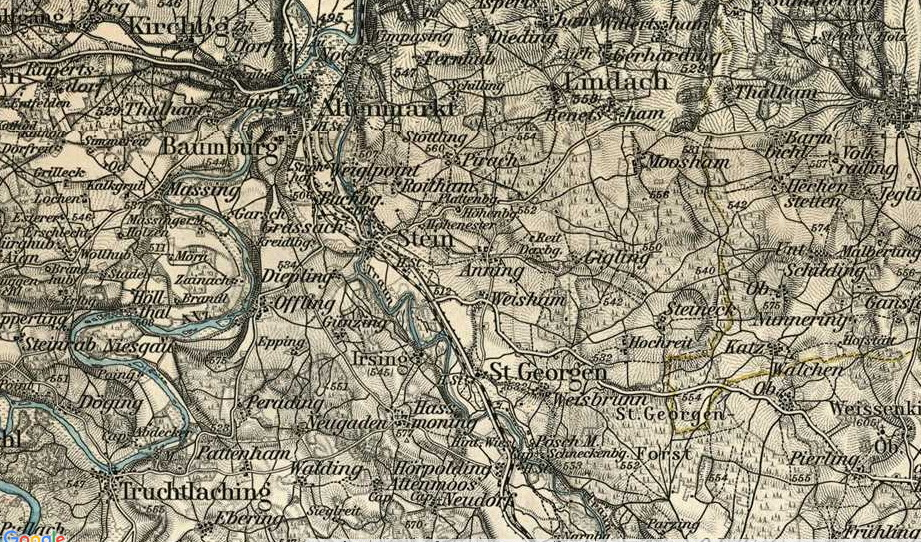
Weisham östlich des Flusses Traun, südöstlich von Stein an der Traun und nördlich der Ortschaft St. Georgen auf einer historischen Landkarte des 19. Jahrhunderts

Weisham liegt an einer alten Handels- und Poststraße zwischen Salzburg und München, der heutigen „Waginger Straße“, auf der im Mittelalter u. a. Salz transportiert wurde. Als unbefestigte Trasse dürfte dieser aus dem Salzburger Becken kommende, durch den Waginger Raum verlaufende Handelsweg, der hier vorbei, bei Attel über den Inn und bei Föhring über die Isar führte, bereits vor 2500 Jahren vorhanden gewesen sein; während der 15 v. Chr. in Bayern beginnenden Römerzeit hatte er jedoch nur regionale Bedeutung.
Der Weiler war früher Teil des Dorfs Sankt Georgen der damals selbständigen Gemeinde Stein an der Traun. Urkundlich erwähnt wurde Weisham erstmals im Jahr 1127 unter dem Ortsnamen Wihshaim (von wihs: Dorf, Flecken). Andere in Urkunden auftretende Schreibweisen des Ortsnamens sind Wisheim (1130), Weyshaim (1338), Weisshaimb (1619), Weishamb (1735) und Weißham (19. Jh.). Im 18. Jahrhundert war Weisham eine aus nur wenigen Gebäuden bestehende Streusiedlung, die sich aus dem Maierhof, den beiden etwa gleich großen Gehöften der Familien Huber und Kern sowie aus dem sogenannten Schneiderhäuschen zusammensetzte, das 1619 noch zum Besitz des Maierhofs gehört hatte (1985 im Besitz der Familie Binder).
Der Maierhof, das größte Anwesen, gehörte früher zu einem Gutsbezirk, den der Salzburger Erzbischof Konrad I., der im Zeitraum 1106–1147 regierte, im Jahr 1127 dem 1125 auf Herrenwörth neu gegründeten Augustiner-Chorherren-Stift übereignet hatte. Zum Zeitpunkt der Übereignung war das Gut noch nicht Sitz eines Maiers, sondern Wohnstätte des Pertholdus de Wihsheim, Ministeriale im Dienst von Konrad I.; der Besitz von Weisham wurde dem Kloster schon drei Jahre später in einer Urkunde bestätigt. Der Maierhof wird im Salbuch des Klosters Herrenchiemsee von 1435 genannt.
In einer Gründtbeschreibung des Klosters Herrenchiemsee vom Jahr 1633, die im Bayerischen Hauptstaatsarchiv in München aufbewahrt wird, sind dem Weishamer Maierhof mehrere Seiten gewidmet. Im Jahr 1633 wurde der Maierhof mit der Hoffuß-Zahl zu 1/2 an den Gutsverwalter Georg Mair verpachtet. Die Wasserversorgung erfolgte zu dem Zeitpunkt aus einem Brunnen; das separate Brunnenhäuschen stand zusammen mit einer Räucher- und Dörrkammer, einem Getreidespeicher und einer separaten Backstube in einem umzäunten Garten nördlich des Wohngebäudes.
Das Lehensverhältnis scheint später in eine Erbpacht umgewandelt worden zu sein: am 5. Mai 1735 übergab Mathias Mayr das Gut Weisham seinem Sohn Jakob.
Im Jahr 1760 wurden die vier Anwesen in Weisham vom Landgericht Trostberg mit folgenden Hoffuß-Zahlen bewertet:
- Maierhof 1/2
- Schneiderhäuschen 1/32
- Gehöft Huber 1/4
- Gehöft Kern 1/4

Bis zur Säkularisation der bayerischen Klöster durch das Aufhebungsedikt des Kurfürsten Maximilian IV. Joseph vom November 1802 wurde die Grundherrschaft über den Maierhof und das Schneiderhäuschen vom Kloster Herrenchiemsee ausgeübt; die beiden Bauernhöfe unterstanden der Herrschaft der Hofmark Stein. Zwischen 1770 und 1803 befand sich die Herrschaft Stein im Besitz des Grafen Toerring zu Pertenstein. Ab Frühjahr 1803 übte der Landesherr die Grundherrschaft über das Gut Weisham aus. 
Im Verwaltungsjahr 1823/24 des Isarkreises wurden für Weißham, Landgericht Trostberg, Gemeinde Stein, vier Familien, vier Häuser und zwanzig Einwohner, davon sieben männlich und dreizehn weiblich, gemeldet.
Im Jahr 1831 erbaute der damalige Pachtinhaber des Maierhofs, Alois Scheidsach, direkt nördlich neben dem alten Gutshaus ein neues in der Bauart eines langen Ein-First-Meierhofs. Am 2. Februar 1839 wurde der auf Land- und Forstwirtschaft ausgerichtete Gutskomplex von seinem damaligen Eigentümer, dem Freiherrn Max v. Käser, in einer Tageszeitung zur Ersteigerung angeboten. Käser hatte in der Gegend von Stein an der Traun in der ersten Hälfte des 19. Jahrhunderts Immobilien aufgekauft, im Zeitraum 1829–1835 hatte er sich auch im Besitz von Schloss Stein befunden. Die Hofmark Stein wurde 1848 aufgelöst. Am 31. Januar 1850 wurde Alois Scheidsach aufgrund des Ablösungsgesetzes vom 4. Juni 1848 durch Zahlung einer Geldsumme in Höhe von 1251 Gulden, 15 Kreuzer und 6 Heller selbst Eigentümer des Maierhofs. Ab 1854 befand sich der Maierhof im Besitz von Joseph Reiner; ihm folgte als Eigentümer Joseph Graf v. Arco-Zinneberg.
Im Oktober 1895 brannte der Maierhof ab, der entstandenen Schaden wurde auf 120.600 Goldmark geschätzt. Arco-Zinneberg ließ die Brandruine im Juli 1896 abreißen, und bis 1897 entstand auf dem Fundament des alten Gehöfts von 1831 ein Neubau mit nun jedoch beträchtlich größerer Längenabmessung. Dieses Gebäude, das bis heute (2020) erhalten ist, befand sich bis 1932 im Besitz von Frieda Kastner. Ihr folgten als Besitzer Hermann Stamm (von 1932 bis 1941), der Verleger Franz Ludwig Habbel und dessen Ehefrau Anna Edith, geb. Stamm (von 1941 bis 1964) und die Erbengemeinschaft Habbel (von 1965 bis 1971). Der Maierhof kam 1971 an das Ehepaar Eva und Ulrich Klever und befindet sich seither im Besitz der Abkömmlinge dieser Familie.

### Demographie
| Jahr | Einwohnerzahl | Anmerkungen                                                  |
| ---- | ------------- | ------------------------------------------------------------ |
| 1818 | 25            | in vier Häusern, gezählt Mitte 1818 im Dekanat Peterskirchen |
| 1824 | 20            | in vier Wohngebäuden                                         |
| 1871 | 28            | am 1. Dezember 1871                                          |
| 1910 | 30            | [ 12 ]                                                       |

## Kirchspiel
Zwar hatte das Kloster Herrenchiemsee Grundbesitz in Weisham, doch aufgrund einer von Papst Lucius III. getroffenen Regelung gehörten alle Weishamer Katholiken seit 1185 zur Stiftspfarrei Sankt Georgen, deren Pfarramt bis 1803 vom Kloster Baumburg aus besetzt wurde. Weisham gehört heute zur 1807 gegründeten katholischen Pfarrei Sankt Georgen, die 1991 vom Erzbistum München und Freising dem Pfarrverband Traunwalchen – St. Georgen angegliedert wurde.

## Persönlichkeiten
- Franz Ludwig Habbel (1894–1964), Aktivist der deutschen Jugendbewegung, Verleger und Sachbuchautor, verbrachte zweiten Lebensabschnitt als Gutsbesitzer in Weisham
- Ulrich Klever (1922–1990), deutscher Sachbuchautor und Journalist, lebte und starb in Weisham